# Levadă
Levada este un exercițiu din dresajul clasic la care calul se ridică pe picioarele posterioare, cele anterioare apropiindu-le de corp. Unghiul dintre extremitatea calului și sol nu depășește 45° - spre deosebire de Pesadă.

## Weblinkuri
- Video Arhivat în 7 octombrie 2010, la Wayback Machine.